# 順天號護衛艦
順天號護衛艦（ROKS Suncheon PCC-767），是一艘韓國海軍的浦項級輕型護衛艦，1987年4月8日在下水，1988年9月30日服役，2019年12月24日退役，後移交給秘魯海軍，更名為“吉斯”號（BAP Guise CC-28）。

## 歷史沿革
順天號護衛艦于1987年4月8日在韓進重工釜山分廠舉行下水儀式。1988年9月30日加入韓國海軍服役，并于2019年12月24日退役。
该艦于2021年被转移至秘魯海軍，改名為“吉斯”號（BAP Guise CC-28），在移交前撤走了反艦導彈發射器。2022年1月抵達卡亞俄海軍基地成軍服役。
2022年7月19日，“吉斯”號在珍珠港和多國海軍艦艇进行联合演习的时候发生火災，該艦的引擎艙被烧焦。事故造成两人遭受比较严重的烧伤，之后两名水手被美國海軍派直升機送往医院进行救治。火災在4小时后被參演艦艇协助扑灭。